# Oxalis multicaulis
Oxalis multicaulis är en harsyreväxtart som beskrevs av Eckl. & Zeyh.. Oxalis multicaulis ingår i släktet oxalisar, och familjen harsyreväxter. Inga underarter finns listade i Catalogue of Life.